# Это вы можете
«Это вы можете» — научно-популярная программа, посвящённая научно-техническому творчеству. Производством занималась Главная редакция для детей и молодёжи Центрального телевидения.

## Сюжет
Передача представляла собой демонстрацию и последующее обсуждение различных изобретений, самодельных конструкций для быта и народного хозяйства, от различных модифицированных кастрюль до самостоятельно сконструированных автомобилей, лодок и самолётов. После демонстрации действующего образца изобретения оно обсуждалось приглашенными экспертами — учёными, изобретателями, писателями и другими специалистами. Велось живое обсуждение достоинств и недостатков представленной модели и возможность его последующего производства и применения. Это была одна из немногих передач на советском телевидении, где высказывались полярные точки зрения на ту или иную проблему, благодаря этому, а также широте обсуждаемых вопросов, программа имела большую популярность и обширную теле-аудиторию.

## Автомобилестроение
Особой популярностью пользовалось самодеятельное автомобилестроение. В передаче были представлены действующие образцы автомобилей, которые могли составить конкуренцию существующим представителям автомобильной промышленности СССР и других стран. Например, произведение умельца Александра Кулыгина «Панголина» (1981), автомобиль конструкторов Дмитрия Парфёнова и Геннадия Хаинова «Лаура» (1981), глиссирующий автомобиль-амфибия «Тритон» Дмитрия Кудрячкова и пр.

## Участники передачи
- Соловьёв, Владимир Александрович — журналист, ведущий.

### Эксперты
- Захарченко Василий Дмитриевич — писатель-фантаст, главный редактор журнала «Техника — молодёжи»
- Щербаков Владимир Иванович — писатель-фантаст
- Гулиа Нурбей Владимирович — профессор, изобретатель супермаховика
- Ермаков Юрий Михайлович — заслуженный изобретатель РСФСР (1988 г.)[11][12], доктор технических наук, профессор[13]
- Зелькин Геннадий Германович — доктор технических наук, учёный-теоретик
- Туревский Илья Семенович — инженер-автомобилист, журнал «За рулём»
- Фаробин Никита Ярославович — инженер
- Евгений Островский
- Олег Катовский
- Виктор Шумейко
- Виктория Калмыкова[14]

### Изобретатели
- Валентин Николаевич Архипов (Калуга) — постоянный участник передачи, представил большое количество изобретений и рационализаторских предложений, в том числе мини-трактор и спортивный снаряд.[15][16]
- Игорь Михайлович Маслов (Калининград) — инженер-конструктор РКК «Энергия»; представил метод выращивания томатов[17][18], универсальную экономичную разборную печку, усовершенствованную соковыжималку[19].
- Николай Михайлович Богословский (Ялта) — заслуженный изобретатель УССР; изобрёл детский самодвижущийся горшок, гусеничный вездеход для горного бездорожья и его модификацию — инвалидную платформу для передвижения по лестницам, музыкальный синтезатор, блинопечную машину.[20]

За время существования передачи демонстрировали свои изобретения множество человек.

## «Аукцион»
Несмотря на то, что многие изобретения имели конкретную практическую ценность, реализовать их в промышленном производстве не всегда удавалось в силу специфики советской экономики. В 1989 году, во времена перестройки и расцвета кооперации было организовано приложение к передаче под названием «Аукцион», которая представляла собой телевизионный аукцион, где на продажу выставлялись образцы изделий, представленных в программе «Это вы можете». «Аукцион» должен был определить, пользуется ли спросом то или иное изобретение или продукт. Например, самодельный автомобиль выставляли по цене 30 000 рублей, при тогдашней стоимости нового автомобиля марки «Жигули» — чуть более 5000 рублей. Цена Жигулей была в пределах 8300 - 9700 рублей. 5500 они стоили в 70-е годы, с добавлением ремней безопасности стали стоить 5530 (ВАЗ 2101).  
Однако задумка коммерциализировать передачу себя не оправдала, а, напротив, вызвала отторжение у зрителей. Передача стала терять популярность и вскоре была закрыта.

## Пародии
В силу своей популярности в 1983 году передача была спародирована в другой популярной советской телепередаче — «Весёлые ребята».

## Проект на ОТР
На вновь созданном канале «Общественное телевидение России» было решено возродить программу. 19 мая 2013 года, в день начала вещания канала, вышел первый выпуск новой передачи. Ведущие: актёр и телеведущий Константин Карасик, Василий Соколов и Арнольд Владимирович. После выпуска семи передач проект перестал обновляться.